# Eslikarbazepin-acetát

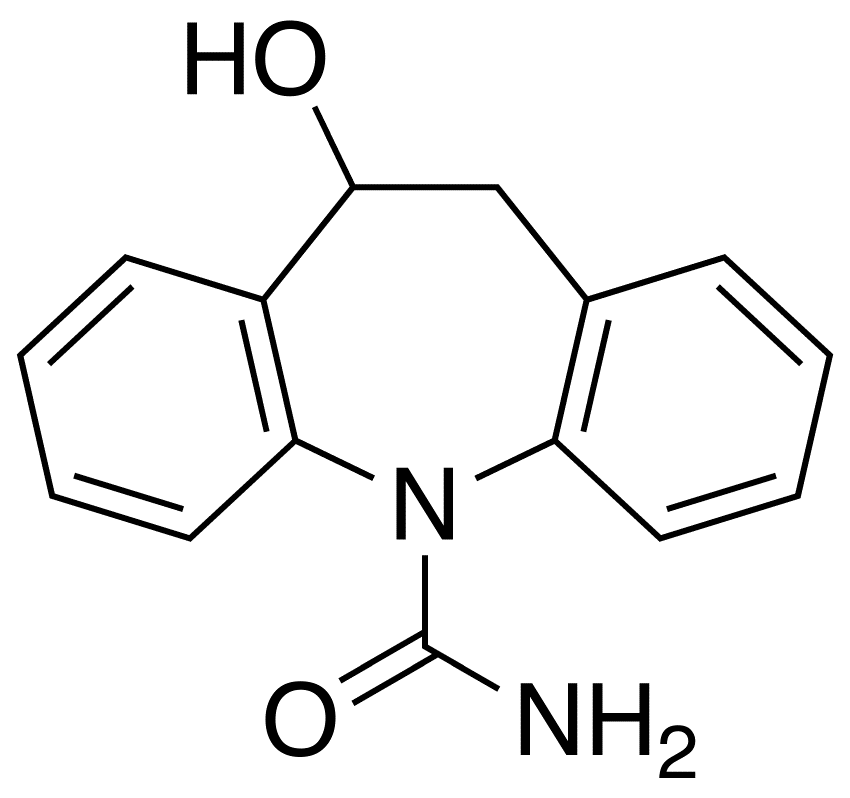
Likarbazepin: az aktív metabolit

Az eslikarbazepin-acetát (INN: eslicarbazepine) parciális epilepsziás rohamok adjuváns (kiegészítő) kezelésére szolgáló gyógyszer.
Nevét aktív metabolitjáról, az (S)-likarbazepinről kapta, ahol az S a középső (azepán)gyűrűhöz kapcsolódó oxigénatom térbeli elhelyezkedését írja le.
A hatóanyagot 1996-ban fedezték fel portugál kutatók. A klinikai próbákban Magyarország is részt vett. Az Európai Bizottság 2009-ben hagyta jóvá a használatát az EU-ban.

## Hatásmód
Az pontos hatásmechanizmusa ismeretlen. Az in vitro elektrofiziológiai vizsgálatok azonban azt mutatják, hogy az eslikarbazepin-acetát és metabolitjai egyaránt stabilizálják a feszültségfüggő Na+-csatornák inaktivált állapotát, megakadályozva, hogy ismét aktivált állapotba kerüljenek, és ennek következtében fenntartsák a neuronok ismétlődő kisülését.

## Kölcsönhatás más epilepszia elleni gyógyszerekkel
Az eslikarbazepin-acetátot a klinikai próbák során az alábbi szerekkel vizsgálták:
- Karbamazepin: az egyéni válaszreakciótól függően az eslikarbazepin-acetát dózisának növelésére lehet szükség. Megnövekszik a diplópia (kettős látás), koordinációs zavar és szédülés kockázata.
- Fenitoin: Az egyéni válaszreakciótól függően az eslikarbazepin-acetát dózisának növelésére, míg a fenitoin dózisának csökkentésére lehet szükség. Ez valószínűleg a CYP2C19 enzim gátlásának tudható be.
- Lamotrigin: bár mindkét szer legjelentősebb metabolizációs útja a glükuronidáció(en), ennélfogva interakció kialakulása lett volna várható, a klinikai tapasztalatok szerint egyik szer dózisán sem kellett változtatni. A betegek között azonban jelentős egyéni különbségek lehetnek.
- Topiramát: bár a topiramát biohasznosulása a mérések szerint csökkent, dózismódosításra nincs szükség.
- Valproát és levetiracetám: a III. fázisú klinikai próbák szerint nincs szükség dózismódosításra. Hagyományos gyógyszerkölcsönhatási vizsgálatokat nem végeztek.

## Mellékhatások, ellenjavallatok
Az eslikarbazepin-acetátot csak felnőttek szedhetik, mivel gyermekekre nincsenek megfelelő adatok. 65 év felett körültekintően kell eljárni a tapasztalatok korlátozott volta miatt.
Májkárosodott betegek esetén ugyancsak korlátozottak a tapasztalatok, ezért a szer nem javasolt súlyok májbetegség esetén.
Vesebetegek esetén körültekintően kell eljárni, és az adagot a kreatinin-clearance (CLCR) függvényében kell beállítani.
Előzetes génvizsgálat szükséges han kínai és a thai származású betegek esetén a Stevens-Johnson szindróma(en) kialakulásának kockázata miatt.
Gyakori mellékhatások:
- (általában nem súlyos) bőrkiütés
- látászavar, kettős látás, figyelemzavar, aluszékonyság, fáradtság főleg a kezelés elején, ami az autóvezetési képességet is rontja
- szédülés
- hányás, hasmenés
- hyponatraemia (a vér Na+-tartalmának csökkenése), mely zavartsággal és a rohamok súlyosbodásával járhat
- a PR-távolság megnövekedése az EKG-görbén
- öngyilkossági gondolatok.

Bár terhes nőkre vonatkozó adat nincs, az epilepszia elleni szerek általában károsak a magzatra. Egereken a káros hatást az eslikarbazepin-acetátra is kimutatták. A szer ráadásul csökkenti a fogamzásgátló tabletta hatékonyságát, ezért fogamzáskorú nőknek mindenképpen orvosi tanácsra van szükségük.

## Adagolás
Az ajánlott kezdő adag naponta egyszeri 400 mg, amit egy vagy két hét után 1×800 mg-ra kell emelni. Ezután az adag a beteg válaszreakciójától függően 1×1200 mg-ra növelhető.
A szer szedését csak fokozatosan szabad abbahagyni, egyébként a rohamok kiújulhatnak.
Az eslikarbazepin-acetát elősegíti a CYP3A4 enzim működését, ami gyógyszerkölcsönhatáshoz vezethet, ha a beteg olyan szert is szed, amely főleg ezen enzimen keresztül metabolizálódik. Az ilyen szer adagjának növelésére lehet szükség. A szedés elején vagy az adag megváltoztatásakor 2–3 hétbe telhetik, amíg az enzimaktivitás beáll az új szintre.
Az eszlikarbazepin gátolja a CYP2C19 enzim hatását. Emiatt is kialakulhat gyógyszerkölcsönhatás.
Ismert, hogy az eslikarbazepin-acetát csökkenti a kombinált orális fogamzásgátlók(en), a statinok (koleszterinszint-csökkentő gyógyszerek), és kisebb mértékben a warfarin (véralvadásgátló gyógyszer) hatékonyságát.

## Készítmények
A nemzetközi gyógyszerforgalomban:
- Exalief
- Zebinix

A Zebinix Magyarországon is forgalomban van:
- Zebinix 400 mg tabletta
- Zebinix 600 mg tabletta
- Zebinix 800 mg tabletta